# Harold Stirling Vanderbilt

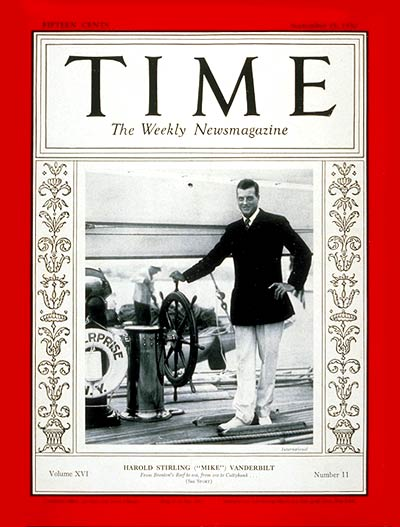
Harold Stirling Vanderbilt

Harold Stirling ‘Mike’ Vanderbilt (Oakdale, New York, 6 juli 1884 - 4 juli 1970) was een lid van de prominente familie Vanderbilt uit de Verenigde Staten, die van Nederlandse afkomst is. Naast zijn rol als bridger is hij vooral ook bekend geworden als wedstrijdzeiler. Naast vele overwinningen in diverse regatta's verdedigde hij met succes tot driemaal toe de prestigieuze America's Cup.
Hij nam met zijn broer William Kissam Vanderbilt II vanaf 1903 (formeel van 1913) de leiding over van de vele spoorwegmaatschappijen die de familie bezat en fungeerde na het overlijden van zijn broer in 1944 als informeel hoofd van de familie en zat als enige Vanderbilt nog in het bestuur van de vele spoorwegmaatschappijen die ze bezaten. Het waren de Detroit, Toledo & Milwaukee Railroad Co., Genesee Falls Railway Co., Kanawha & Michigan Railway Co., Kanawha & West Virginia Railroad Co., New Jersey Junction Railroad, New York Central Railroad Company, New York Central & Hudson River Railroad Company, New York & Harlem Rail Road Co. en Pittsburgh & Lake Erie Rail Road Co. In 1954 moest hij aftreden en kwam er een einde aan hun directe bemoeienis met de spoorwegen.
'Ons' bridge werd voor het eerst gespeeld op 1 november 1925, aan boord van het stoomschip 'Finland', op weg van San Francisco naar New York. Op verzoek van Harold Vanderbilt werd een door hem bedachte scoretabel getest. Een passagiere voegde daaraan het begrip 'kwetsbaar' toe, ontleend aan een oriëntaals kaartspel dat ze speelde in China, en contract bridge was geboren. In 1928 werd het eerste kampioenschap gespeeld en het is een eer voor Vanderbilt dat zijn tabel, met wat kleine aanpassingen, nog steeds wordt gebruikt. 
Als bridger maakte hij tevens naam door de stichting van de Vanderbilt Trophy in 1928. Deze bridge knock-outwedstrijd voor viertallen-teams wordt jaarlijks gehouden en behoort samen met de Spingold Trophy tot de bridge-evenementen met het hoogste prijzengeld ter wereld. Zelf won Harold Vanderbilt deze beker met een team in 1932 en 1940. 
Ook schreef hij diverse boeken over bridge. Meest opmerkelijk is “The Vanderbilt Club”. Hij was de bedenker van dit eerste sterke klaver systeem. "Precisie" bijvoorbeeld, is een afgeleide hiervan.
In 1969 werd Vanderbilt het eerste erelid van de Wereld Bridge Federatie. Eerder was hij al een van de eerste drie bridgers die werd gekozen in de "Bridge Hall of Fame" van de American Contract Bridge League (ACBL).
Hij trouwde Gertrude Lewis Conway (roepnaam Gertie); het huwelijk bleef kinderloos.
"Om het goed te spelen moet je het geheugen van een olifant, het lef van een leeuw, de vasthoudendheid van een pitbull en de moordlust van een wolf hebben," zou VanderBilt later zeggen. Maar weinig bridgers zijn begiftigd met die combinatie. De meesten zijn vooral goed in nakaarten.